# Chen Yi-ju
Chen Yi-ju (陳怡儒T, Chén YírúP; Taipei, 31 gennaio 1978) è un'ex cestista taiwanese.

## Carriera
Con Taiwan ha disputato i Campionati mondiali del 2002.